# Sewar (Bulgarien)
Sewar (auch Sevar geschrieben, bulgarisch Севар) gilt als der vierte Herrscher Bulgariens seit der Anerkennung des Landes 681 seitens Ostroms (Byzanz).  Er gehörte der bulgarischen Herrschaftsdynastie Dulo an und folgte Kormesij auf dem Thron. Sewar regierte zwischen 738 und 753 oder 754.
In vielen Geschichtsbücher wird der zentralasiatische Titel Khan in Zusammenhang mit Sewar gebracht. Der einzige bis jetzt bekannte und belegbare Titel von Sewar ist aber der Titel Knjas.